# 吉納斯湖
19°13′59″S 17°21′10″E / 19.232918°S 17.352648°E
吉納斯湖（英語：Lake Guinas），是納米比亞的湖泊，位於該國北部，處於楚梅布以西38公里，長0.14公里、寬0.07公里，面積0.66公頃，平均水深105米，最大水深130米，是極危保育類動物吉納非鯽的棲息地。